# Yaakov ben Asher
Yaakov (Jacob) ben Asher (ebraico: יעקב בן אשר), noto anche come Ba'al ha-Turim o come Rabbi Yaakov ben Raash (Rabbeinu Asher) (Colonia, 1269 – Toledo, 1343) era un saggio rabbino ebreo, influente autorità dell'ebraismo medievale.
Spesso chiamato col titolo Baal ha-Turim' ("Maestro delle File"), secondo la sua opera principale di Halakhah (Legge ebraica), l'Arba'ah Turim ("Quattro File"). L'opera era divisa in 4 sezioni, ognuna chiamata "tur" (fila), alludendo alle file di gioielli nel pettorale del sommo sacerdote.
Jacob era il terzo figlio di rabbi Asher ben Jehiel (noto come il "Rosh"), rabbino tedesco trasferitosi in Spagna. Oltre a suo padre, che fu il suo insegnante principale, Jacob cita molte spesso nel Turim il suo fratello maggiore Jehiel; una volta menziona anche suo fratello Judah (cfr. Tur Orach Chaim, § 417), e un'altra suo zio rabbi Chaim (ibidem § 49).
Si racconta che Jacob succedesse a suo padre quale rabbino della comunità ebraica di Toledo, mentre altre fonti affermano che a succedergli fosse suo fratello Judah ben Asher. Comunque tutti i suoi fratelli furono rabbini di differenti comunità spagnole. Jacob visse in condizioni di estrema povertà la maggior parte della sua vita e, secondo la comunità sefardita di Chio, pare si ammalasse e quindi morisse insieme ai suoi dieci compagni sul quell'isola greca, mentre era in viaggio.

## Opere
- Arba'ah Turim, una delle più importanti opere halakhiche di tutti i tempi
- Sefer ha-Remazim, o "Kitzur Piske ha-Rosh" (Costantinopoli, 1575), un compendio dell'opera di suo padre sul Talmud, in cui condensa le decisioni del padre, omettendo la casistica.
- Rimze Ba'al ha-Turim (Costantinopoli, 1500), commentario del Pentateuco, stampato in quasi tutte le edizioni ebraiche del Pentateuco stesso. Questo conciso commentario comprende riferimenti mistici e simbolici del testo della Torah (cfr. testo testo masoretico), usando spesso la gematria e degli acronimi, e analizzando anche certe parole speciali che appaiono nella Torah.
- Perush Al ha-Torah, un commentario meno conosciuto del Pentateuco (Zolkiev, 1806), preso principalmente da Nachmanide, ma senza le sue interpretazioni cabalistiche e filosofiche. Jacob cita molti altri commentatori, tra i quali Saadia Gaon, Rashi, Joseph Dara e Abraham ibn ‛Ezra.
- Opere di Jacob ben Ascher, su Gesamtkatalog der Wiegendrucke (HE) URL consultato 01/05/2012
- Baal HaTurim Chumash, Ediz. Davis di Artscroll - Torah con commentario classico del Baal HaTurim (EN, HE)  ISBN 1-57819-128-9